# Гродзиск-Мазовецкий (гмина)
Гродзиск-Мазовецкий (пол. Grodzisk Mazowiecki) — гмина (община) в Польше, входит как административная единица в Гродзиский повет (Мазовецкое воеводство), Мазовецкое воеводство. Население — 37 437 человек (на 2004 год).

## Демография
| Перепись                       | Всего   | Всего | Женщины | Женщины | Мужчины | Мужчины |
| ------------------------------ | ------- | ----- | ------- | ------- | ------- | ------- |
| Единицы                        | человек | %     | человек | %       | человек | %       |
| Население                      | 36 922  | 100   | 19 514  | 52,9    | 17 408  | 47,1    |
| Плотность населения (чел./км²) | 345     | 345   | 180,2   | 180,2   | 160,5   | 160,5   |

## Сельские округа
1. Адамовизна
2. Хлебня
3. Хшанув-Дужы
4. Хшанув-Малы
5. Чарны-Ляс
6. Издебно-Косцельне
7. Нове-Издебно
8. Янинув
9. Кады
10. Каленчин
11. Нове-Клудно
12. Старе-Клудно
13. Козерки
14. Нове-Козеры
15. Козеры
16. Краснича-Воля
17. Ксёнженице
18. Макувка
19. Марынин
20. Натолин
21. Одрано-Воля
22. Опыпы
23. Радоне
24. Щенсне
25. Тлусте
26. Уршулин
27. Венжык
28. Владкув
29. Вулька-Гродзиска
30. Заблотня
31. Жукув
32. Адамув
33. Мосциска

## Соседние гмины
1. Гмина Баранув
2. Гмина Блоне
3. Гмина Брвинув
4. Гмина Якторув
5. Милянувек
6. Гмина Надажин
7. Гмина Радзеёвице
8. Гмина Жабя-Воля